# 脇坂安教
脇坂 安教（わきざか やすのり）は、江戸時代中期の播磨国龍野藩の世嗣。官位は従五位下・近江守。

## 略歴
宝暦12年（1762年）、7代藩主・脇坂安親の嫡男として誕生。
安永6年（1777年）に10代将軍・徳川家治に拝謁し叙任する。しかし、家督を継ぐことなく天明元年（1781年）に早世。享年20。
代わって、弟・安董が嫡子となり家督を継いだ。